# Heinrichsburg (Neustadt)
Die Heinrichsburg Neustadt ist eine abgegangene Spornburg in der Flur von Neustadt/Harz im Landkreis Nordhausen in Thüringen.

## Lage
Die Burgruine liegt auf einem schmalen, sich von Westen nach Osten erstreckenden Bergsporn, etwa zwei Kilometer nordöstlich von Neustadt. Auffallend ist die Lage der Burg zwischen dem Hohnstein im Westen und der Burg Ebersburg im Osten. Die Fläche der Kernburg war ein langes ovales Gebilde und war der Natur angepasst. Nördlich bestand ein Steilhang, im Süden und Westen war sie durch Wall und Graben sowie etwas flacheren Hängen gesichert.

## Geschichte
Es ist schriftlich wenig bekannt. 1344 wurde sie als „Hus zu dem Heinrichsberge“ bezeichnet. Besitzer war Graf von Hohnstein. Die Burg diente zur Abdeckung der Stammburg, weil sie von hier aus angreifbar war. Reste einer schildmauerartigen Befestigung und im Süden geringfügige Mauerreste sind noch Zeugen der Bastion. Sie gehörte neben der Iburg, der Burg Hohnstein und Ebersburg zu den vier Südharzburgen, die von strategischer Bedeutung waren. Sie hatten die Aufgabe, die Wege und Wohnsitze der Ritter zu schützen. Außerdem war sie zum Schutz der Heeresstraße – Königsstieg – vorgesehen. Es ist eben kaum etwas von der Burg übrig geblieben. Wege, Wälle und Gräben sind noch da.